# محمد المهندي
محمد المهندي لاعب كرة قدم قطري. لعب مع منتخب قطر في كأس آسيا 1984.